# Chenopodium longidjawense
Chenopodium longidjawense är en amarantväxtart som beskrevs av Albert Peter. Chenopodium longidjawense ingår i släktet ogräsmållor, och familjen amarantväxter. Inga underarter finns listade i Catalogue of Life.